# Лебедев, Владимир Иванович (психолог)
Влади́мир Ива́нович Ле́бедев (27 января 1929 — 30 марта 2004) — советский и российский психолог. Доктор психологических наук (1984), профессор (1985). Один из создателей новой отрасли психологии — космической психологии. Исследовал проблемы экстремальной психоневрологии, а также поведения человека, его психического состояния, процессы взаимодействия людей в особых изменённых условиях существования.

## Биография
- Окончил Военно-морской факультет при 1-м Ленинградском институте имени И. П. Павлова (1953)
- Возглавлял Отдел медико-психологической подготовки в Центре подготовки космонавтов (1960—1971)
- Заведующий кафедрой психологии управления во Всероссийской высшей школе управления Агропромышленным комплексом[1] (1971-)
- Директор Республиканского научно-практического центра медицинской психологии и психотерапии Министерства здравоохранения Российской Федерации (1992—?)
- Профессор Кафедры психологии труда и инженерной психологии Факультета психологии Московского государственного университета имени М. В. Ломоносова